# Präsidium des 18. Deutschen Bundestages
Das Präsidium des 18. Deutschen Bundestages bestand aus dem Bundestagspräsidenten
Norbert Lammert (CDU) sowie den sechs Stellvertretern Johannes Singhammer (CSU), Peter Hintze (CDU, bis 26. November 2016), Michaela Noll (CDU, ab 19. Januar 2017), Ulla Schmidt (SPD), Edelgard Bulmahn (SPD), Petra Pau (Die Linke) und Claudia Roth (Bündnis 90/Die Grünen). Peter Hintze verstarb am 26. November 2016; am 19. Januar 2017 wurde Michaela Noll als seine Nachfolgerin gewählt.

## Wahlen zum Präsidium

### Konstituierende Sitzung am 22. Oktober 2013
| Name                        | Partei                | abgegebene Stimmen | benötigte Mehrheit | Ja  | Nein | Enthaltungen | ungültige Stimmen |
| --------------------------- | --------------------- | ------------------ | ------------------ | --- | ---- | ------------ | ----------------- |
| Norbert Lammert (Präsident) | CDU                   | 625                | 316                | 591 | 26   | 8            | 0                 |
| Peter Hintze                | CDU                   | 626                | 316                | 449 | 122  | 51           | 4                 |
| Johannes Singhammer         | CSU                   | 626                | 316                | 442 | 115  | 63           | 6                 |
| Edelgard Bulmahn            | SPD                   | 626                | 316                | 534 | 50   | 36           | 6                 |
| Ulla Schmidt                | SPD                   | 626                | 316                | 520 | 66   | 35           | 5                 |
| Petra Pau                   | Linke                 | 626                | 316                | 451 | 113  | 45           | 17                |
| Claudia Roth                | Bündnis 90/Die Grünen | 626                | 316                | 415 | 128  | 69           | 14                |

### Nachwahl zum Präsidium am 19. Januar 2017
| Name          | Partei | abgegebene Stimmen | benötigte Mehrheit | Ja  | Nein | Enthaltungen | ungültige Stimmen |
| ------------- | ------ | ------------------ | ------------------ | --- | ---- | ------------ | ----------------- |
| Michaela Noll | CDU    | 572                | 316                | 513 | 27   | 29           | 3                 |